# Schnackenburg
Schnackenburg település Németországban, azon belül Alsó-Szászország tartományban. Lakosainak száma 521 fő (2023. december 31.).

## Népesség
A település népességének változása:
| Lakosok száma | 548  | 562  | 564  | 517  | 518  | 521  |
|               | 2016 | 2017 | 2019 | 2021 | 2022 | 2023 |